# Артур Мендес
Артур Мендес (порт. Arthur Mendes, 7 вересня 1993) — бразильський плавець.
Переможець Панамериканських ігор 2015 року.
Призер Чемпіонату світу з плавання серед юніорів 2011 року.